# L'Estère
L'Estère (Lestè en créole haïtien) est une commune d'Haïti, située dans le département de l'Artibonite, arrondissement des Gonaïves.
La commune a une population de plus de 40 000 habitants pour une superficie de 168,40 km².

## Démographie
La commune est peuplée de 45 159 habitants(recensement par estimation de 2015).

## Histoire
En 2004, la commune de l'Estère a été durement touchée par les ouragans Charley et Jeanne.

## Administration
La commune est composée de la ville de l'Estère et ses deux sections communales:
- Première Section : La Croix Perisse
- Deuxième Section : Petite Desdunes